# Nicolás de Soraluce y Zubizarreta
Nicolás Soraluce y Zubizarreta (Zumárraga, 1820-San Sebastián, 1884) fue un historiador español.

## Biografía
Nació en la localidad guipuzcoana de Zumárraga el 5 de diciembre de 1820, hijo de José Antonio de Soraluce y Catalina de Zubizarreta, el menor de los nueve hijos de la pareja. Estudió en Villareal y Azcoitia, cuando estalló la primera guerra carlista y a causa de la amistad de familia con el general carlista Sagastibelza, empezó a aficionarse a la vida militar, escapándose de casa y siguiendo las partidas carlistas y las columnas liberales, por lo que se halló en medio del peligro, en diversos encuentros y escaramuzas. A la edad de dieciséis años su madre le envió a Francia, de donde partió a Buenos Aires en enero de 1838. Gravemente herido en Paraná, a raíz de un impacto de metralla que recibió en un incidente naval acaecido en septiembre de 1845, retornaría a España, en concreto Barcelona, en junio de 1847, para volver a Buenos Aires a finales de ese mismo año. De ahí en adelante se desplazó en varias ocasiones entre Europa y América.
Fue autor de una recopilación de Los Fueros de Guipúzcoa, así como de Historia general de Guipúzcoa (1870) —considerada su obra más importante—, Historia de Juan Sebastián del Cano —obra póstuma de Eustaquio Fernández de Navarrete, que Soraluce editó— o un Apéndice á la Historia General de Guipúzcoa, entre otras. Miembro correspondiente de la Real Academia de la Historia —nombrado a instancias de Modesto Lafuente—, ejerció de presidente de la Comisión de Monumentos Históricos y Artísticos de Guipúzcoa y de cónsul de las repúblicas de Argentina y del Uruguay, así fue también teniente de alcalde y alcalde en funciones de San Sebastián. Falleció, tras rápida enfermedad, el 19 de octubre de 1884 en San Sebastián. Su fallecimiento dio origen a una serie de manifestaciones que demostraron el gran aprecio y simpatías con que contaba. La Real Academia de la Historia, la Diputación provincial de Guipúzcoa, el  Ayuntamiento de San Sebastián, el Ayuntamiento de Zumárraga, el clero de la localidad, las corporaciones civiles y militares y el cuerpo consular dirigieron su pésame a la familia. Isabel II, tan pronto como supo la noticia, envió a la familia un telegrama con su pésame. La Diputación de Guipúzcoa y el Ayuntamiento de San Sebastián acordaron además, por unanimidad, que constara en acta su duelo con la muerte de Soraluce.
Julio Cejador y Frauca rescató en su Historia de la lengua y literatura castellana esta cita de Herrán describiendo a Soraluce: «El señor Soraluce es más cronista que historiador, hacina materiales con más gracia y discernimiento que filosofa sobre los acontecimientos que tuvieron lugar y que critica la conveniencia ó inconveniencia de estos ó los otros sucesos».